# Vladimír David
Vladimír David (22. srpna 1921, Gornji Milanovac, Jugoslávie – 23. května 2016, Praha) byl český sochař a keramik.

## Život
Mládí strávil ve Staré Boleslavi, kde se vyučil sazečem. Od čtyřicátých let pak žil v Praze. 
V letech 1943 – 1949 studoval v Praze Uměleckoprůmyslovou školu. Po dokončení studia byl krátce asistentem na VŠUP ve škole pro kov a šperk u profesora Nušla, následně přešel do ateliéru porcelánu a keramiky k prof. Otto Eckertovi, kde působil až do roku 1963. Po té získal práci v pražském ÚBOKu, kde pracoval jako výtvarník plastik a úzce spolupracoval s porcelánkou v Duchcově. Jeho tvorbu představovaly zejména figury žen, figury se sportovní tematikou či zvířecí figury. Vytvářel i užitné umění. Byl také autorem pamětních medailí, kamenných reliéfů či bust. 
Zemřel 23. května 2016 v Praze.